# Kampinos
Kampinos – wieś (dawniej miasto) w Polsce, położona w województwie mazowieckim, w powiecie warszawskim zachodnim. Ma status sołectwa. Miejscowość jest siedzibą władz gminy Kampinos.
Najbliższe miasta: Błonie (15 km), Sochaczew (18 km), Brwinów (26 km), Ożarów Mazowiecki (27 km), Grodzisk Mazowiecki (27 km), Wyszogród (28 km), Milanówek (29 km), Żyrardów (29 km).
Kampinos uzyskał lokację miejską w 1414 roku, zdegradowany przed 1579 rokiem. Wieś królewska w dzierżawie Kampinos w ziemi sochaczewskiej województwa rawskiego w 1792 roku. W latach 1975–1998 miejscowość należała administracyjnie do województwa warszawskiego.
Miejscowość jest siedzibą parafii Wniebowzięcia NMP. W strukturze kościoła rzymskokatolickiego parafia należy do metropolii warszawskiej, archidiecezji warszawskiej, dekanatu błońskiego.

## Położenie
Miejscowość znajduje się przy drodze wojewódzkiej nr 580 z Warszawy przez Leszno do Żelazowej Woli i Sochaczewa, 42 km od Warszawy, w otulinie Kampinoskiego Parku Narodowego.

## Historia
Pierwsza wzmianka o miejscowości Białe Miasto pochodzi z 1377 r. – nazwa pochodzi od białych piasków wydm lub błot (staropol. Bieliny). W 1414 r. miejscowość, jako własność książąt mazowieckich, otrzymała prawa miejskie. W 1451 r. książę Władysław I płocki nadał swojej małżonce Annie, córce księcia oleśnickiego Konrada V Kąckiego, kasztelanię sochaczewską wraz z Białym Miastem jako oprawę wdowią.
W 1476 r. Kampinos został inkorporowany przez króla Kazimierza IV Jagiellończyka do Korony wraz z ziemią sochaczewską, przeciw czemu zaprotestowali książęta Janusz II i Bolesław V warszawski, co spowodowało pogorszenie się stosunków między Mazowszem a Koroną. W 1489 r. król zabezpieczył Hieronimowi i Piotrowi z Nowego Miasta sumę 4800 florenów na m.in. Kampinosie, Wiejcy, Głusku i Rybitwie; wówczas miejscowość została wymieniona po raz pierwszy pod nazwą Capinoss. Do 1511 r. Kampinos był wielokrotnie zastawem królewskim, a jego posesorami byli kolejno: wdowa po kasztelanie sandomierskim Katarzyna Jasieńska z synem Pawłem w 1497 r., dworzanin króla Jana I Olbrachta Paweł Jasieński w 1500 r., wojewoda rawski Prandota z Tarczyna, kasztelan wiślicki i starosta sochaczewski Piotr Szafraniec z Pieskowej Skały w 1505 r., wojewoda płocki Ninogrzew z Kryska w 1506 r., kasztelan sochaczewski Andrzej z Radziejowic w latach 1506–1508 oraz Piotr, Bartłomiej, Paweł i Stanisław z Kryska w 1511 r. W 1511 r. miejscowość została po raz pierwszy wymieniona jako ośrodek dóbr, a od 1512 r. własność Radziejowskich. W 1540 r. został wymieniony miejscowy drewniany kościół, choć parafia została założona w 1377 r. W 1557 r. Kampinos wymieniono jeszcze jako miasto, a w 1579 r. już jako wieś.
W XVII wieku posesorką Kampinosu została m.in. królowa Ludwika Maria Gonzaga w 1649 r. W lustracji z 1661 r. wymieniony został m.in. drewniany kościół, 18 domów pańszczyźnianych, folwark, wiatrak i karczma. W 1765 r. w miejscowości istniał dworek z gankiem o 3 ścianach do połowy obmurowanych, karczma, browar i gorzelnia. W 1789 r. karczma została wymieniona już jako wymagająca remontu, trunki podawano w austerii. W latach 1773–1782 zbudowano w Kampinosie nowy kościół projektu architekta Lobe z Warszawy z miejscowego drewna sosnowego w stylu polskiego baroku na planie prostokąta, nawiązując jego wyglądem do ówczesnych kościołów murowanych.
W XVIII wieku posesorami zostali późniejszy kanclerz wielki koronny Jan Szembek w 1703 r., podkomorzy litewski Michał Jerzy Mniszech wraz z żoną Birthildą z Szembeków w 1735 r., generał artylerii konnej i pierwszy minister króla Augusta II Mocnego hrabia Henryk von Brühl w 1764 r., hetman wielki koronny Franciszek Ksawery Branicki w 1766 r. oraz starosta czerwiński i królewski szambelan Ludwik Gutakowski do 1795 r. W czasie insurekcji kościuszkowskiej w czasie zjazdu zwołanego w Kampinosie przez generała majora ziemi sochaczewskiej Leona Bilickiego został uchwalony akces do powstania obywateli ziemi sochaczewskiej.
Po rozbiorach Polski oddzielono ekonomię kampinoską od lasów – pod zaborem pruskim utworzono Królewski Urząd Leśny, pod zaborem rosyjskim Leśnictwo Koronne. Po odzyskaniu niepodległości przez Polskę utworzono w Kampinosie nadleśnictwo. W 1863 r. w czasie powstania styczniowego w dworze p.p. Łaszczyńskich mieścił się sztab Zygmunta Padlewskiego, przybyłego do miejscowości z Warszawy dla organizacji oddziałów powstańczych.
W okresie okupacji hitlerowskiej w Kampinosie znajdowała się placówka graniczna żandarmerii (granica pomiędzy III Rzeszą a Generalnym Gubernatorstwem na kanale Łasica). Placówka ta zasłynęła z terroru wobec okolicznych mieszkańców – Polacy musieli nosić tu specjalne opaski, a w parku rozstrzelano wielu ludzi. W 1942 r. oddział GL pod dowództwem Stanisława „Kuby” Gacia dokonał udanego ataku na posterunek.
15 września 1968 r. wieś Kampinos została odznaczona Krzyżem Grunwaldu III klasy za patriotyczną postawę mieszkańców w czasie II wojny światowej i wcześniej.
Po 1948 r. miejscowość zyskała znaczenie jako lokalne centrum turystyczne – w latach 50. w miejscowym dworze mieścił się dom wycieczkowy PTTK, zlikwidowany na początku lat 90. XX wieku. Dwór przejęty został przez prywatnego właściciela, w miejscowości zamknięto też restaurację. Od kilku lat wieś zabiega o przywrócenie atrakcyjności dla inwestorów i turystów.

## Charakterystyczne obiekty

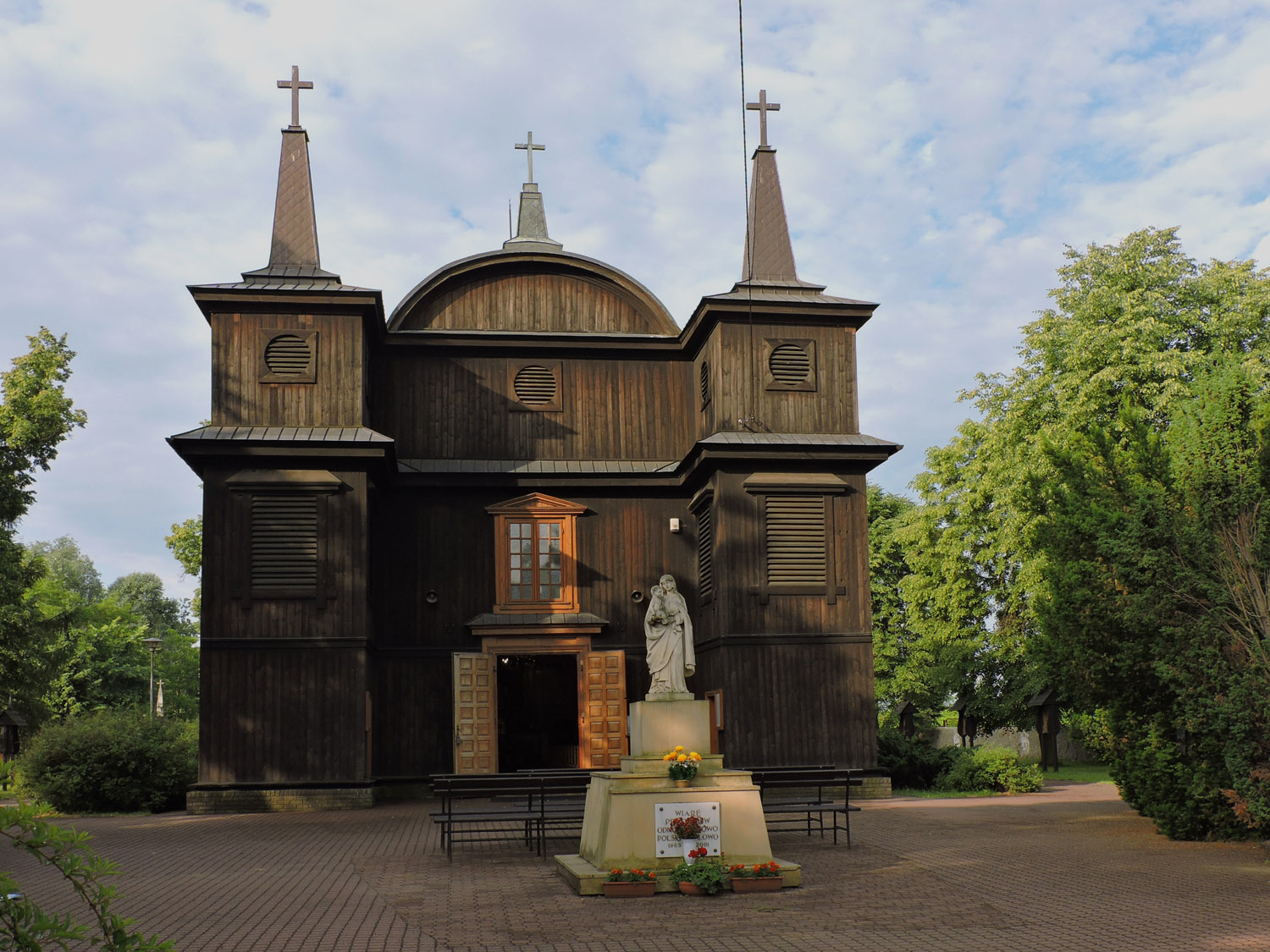
Kościół Wniebowzięcia NMP

### Zabytki[10]
- kościół pw. Wniebowzięcia NMP, drewniany z XVIII/XIX w., nr w rejestrze zabytków KOBiDZ: 1041/604/62 z 4.04.1962
- plebania z ogrodem, ul. Fryderyka Chopina 21, z 2. poł. XIX w., nr w rejestrze zabytków KOBiDZ: 1239 z 20.01.1984
- zespół dworski, XVIII w., nr w rejestrze zabytków KOBiDZ: A-465 z 4.04.1962:
  - dwór z XVIII w.,
  - park z XIX w.

### Pomniki
- pomnik przed dworem ku czci poległych i zamordowanych w latach 1939–1945 żołnierzy AK, GL i AL,
- tablica upamiętniająca mieszkańców wsi poległych w latach 1939–1945,
- pomniki przyrody: 2 dęby szypułkowe przed plebanią – Stefan i Fryderyk; imiona zostały nadane przez prymasa Polski, kardynała Józefa Glempa, 29 maja 2002 r.; pierwszy z dębów ma 398 cm obwodu[11].
- Na ścianie dworu znajdowała się tablica, na której między datami 1863 i 1933 widniało godło państwa, a poniżej treść upamiętniająca powstańców styczniowych[12].
- W miejscowym kościele przechowywane były chorągwie (według Lechosława Herza – ornaty) z 1863 wykonane z płaszczy powstańczych – najprawdopodobniej zaginęły.

### Atrakcje turystyczne
Drewniany kościół z końca XVIII w. znajduje na Lokalnym Szlaku Powiatu Warszawskiego Zachodniego, którym można podążać korzystając z przeznaczonej do tego aplikacji GPS.

## Szlaki turystyczne
- Południowy Szlak Krawędziowy (Kampinos – Granica – Leszno – Dąbrowa Leśna) 49,8 km
- Szlak im. Zygmunta Padlewskiego (Kampinos – Granica – Nowe Polesie) 16,3 km